# Arthur Wilson
Sir Arthur Knyvet Wilson, 3. baronet Wilson z Delhi (Sir Arthur Knyvet Wilson, 3rd Baronet Wilson of Delhi) (4. března 1842, Swaffham, Anglie – 25. května 1921, Swaffham, Anglie) byl britský admirál. U Royal Navy sloužil od roku 1855 a zúčastnil se několika námořních válek druhé poloviny 19. století, zastával též řadu velitelských postů v různých částech britské koloniální říše. V roce 1907 odešel do výslužby s nejvyšší možnou hodností velkoadmirála, ale o několik let později byl povolán do funkce prvního námořního lorda (1910–1911). Na tento úřad rezignoval po sporech s ministrem námořnictva Winstonem Churchillem. Znovu byl reaktivován v roce 1914 a do konce první světové války působil jako poradce na admiralitě.

## Životopis

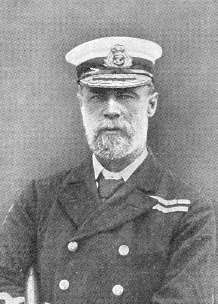
Admirál Sir Arthur Wilson (1911)

Pocházel z rodiny s tradiční službou v koloniích a námořnictvu, narodil se jako nejmladší syn kontradmirála George Knyveta Wilsona (1798–1866), byl též synovcem generálporučíka Sira Archdala Wilsona (1803–1874), který působil v Indii. Arthur studoval v Etonu, již v roce 1855 vstoupil do Royal Navy a zúčastnil se závěrečných operací krymské války. Poté sloužil u břehů Číny a zúčastnil se druhé opiové války. Během služby v Tichém oceánu dosáhl hodnosti poručíka (1861) a stal se dělostřeleckým důstojníkem, od roku 1867 krátce působil jako instruktor na Císařské námořní akademii v japonské Jokohamě. V roce 1873 byl povýšen na komandéra a jako kapitán (1880) se vyznamenal v britsko-egyptské válce v roce 1882. Během anglo-súdánské války získal v roce 1884 Viktoriin kříž. V letech 1886–1887 sloužil u Mysu Dobré naděje, od roku 1887 působil na admiralitě a téhož roku obdržel Řád lázně. V roce 1892 byl jmenován námořním pobočníkem královny Viktorie a od roku 1893 sloužil ve Středomoří.
V roce 1895 byl povýšen na kontradmirála a stal se zástupcem vrchního velitele rezervní flotily. V srpnu 1897 se vrátil do Londýna a ve funkci třetího námořního lorda byl generálním inspektorem námořnictva (1897–1901). Poté byl zástupcem vrchního velitele loďstva v Lamanšském průlivu (1901–1903), v roce 1901 byl zároveň povýšen na viceadmirála a jako rytíř Řádu lázně byl povýšen do šlechtického stavu s titulem Sir (1902). V letech 1903–1907 byl vrchním velitelem loďstva Home Fleet (v roce 1905 přejmenovaného na Channel Fleet). Při příležitosti cesty krále Eduarda VII. do Irska obdržel velkokříž Viktoriina řádu (1903) a v roce 1905 byl povýšen na admirála. V roce 1907 získal hodnost velkoadmirála (Admiral of the Fleet) a odešel do výslužby. V lednu 1910 byl namísto admirála Fishera povolán do funkce prvního námořního lorda, po nástupu nového ministra námořnictva Winstona Churchilla se s ním ale neshodl v otázce celkové organizace Royal Navy a v prosinci 1911 odstoupil, při příležitosti svého druhého odchodu do výslužby obdržel Řád Za zásluhy (1912). Znovu byl reaktivován na začátku první světové války, kdy byl povolán jako poradce pro námořní strategii na admiralitu. Prosazoval větší aktivitu námořnictva v Severním moři a podporoval výstavbu ponorek. Potřetí a definitivně odešel do penze v roce 1918 a poté žil v soukromí ve svém rodišti ve Swaffhamu (hrabství Norfolk), kde také zemřel.
Titul baroneta (s predikátem z Delhi udělený jeho strýci Archdalovi za účast v indickém povstání v roce 1858) zdědil v roce 1919 po bratranci Siru Rolandu Wilsonovi (1840–1919), který byl právníkem, spisovatelem a profesorem na univerzitě v Cambridge. Admirál Sir Arthur Wilson zemřel svobodný a bezdětný, titul baroneta jeho úmrtím zanikl.